# Arco do Bandeira

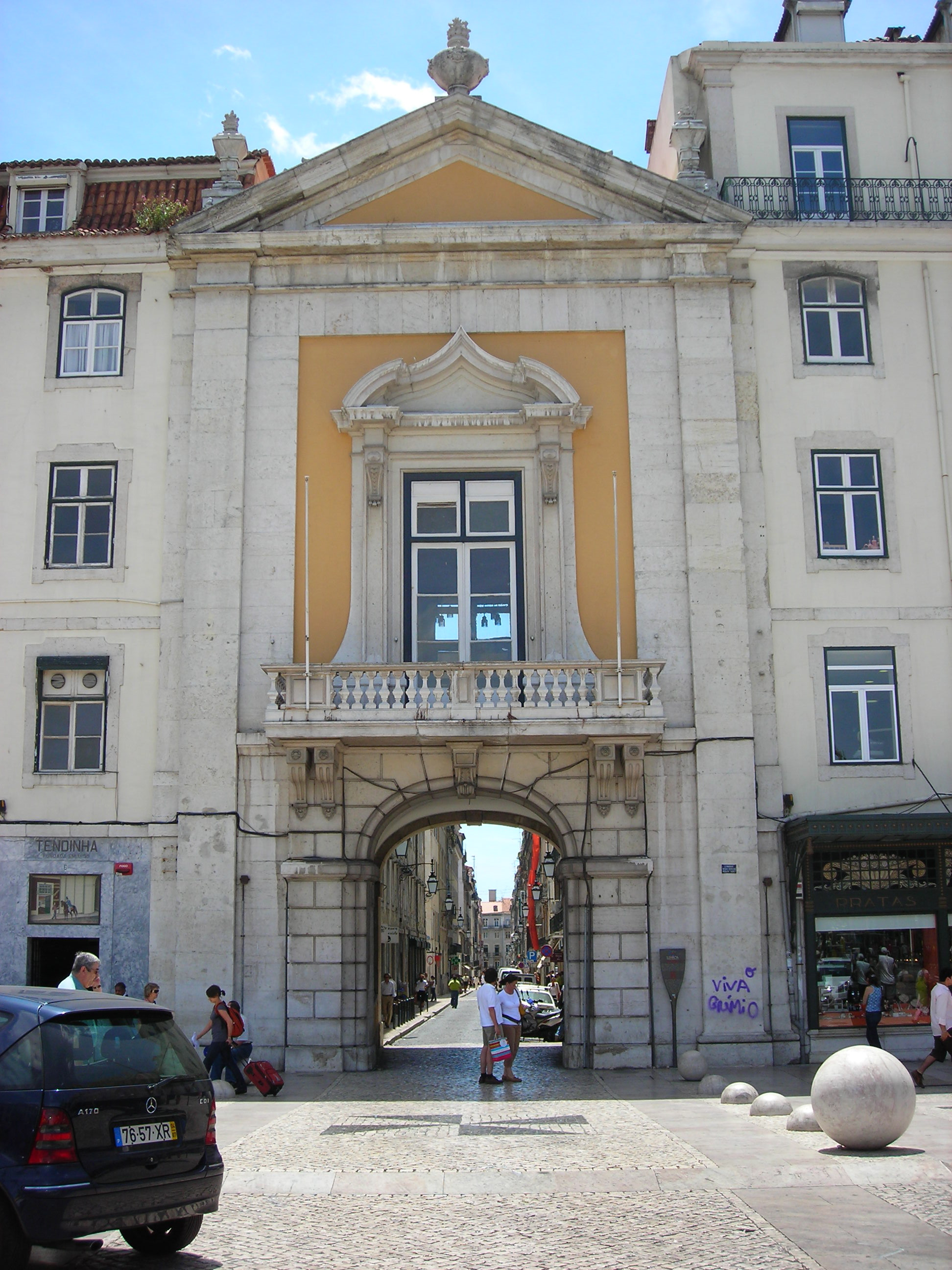
Der Arco do Bandeira vom Rossio aus gesehen.

Der Arco do Bandeira ist ein Torbogen in der Stadtgemeinde Santa Maria Maior der portugiesischen Hauptstadt Lissabon.
Er wurde gegen Ende des 18. Jahrhunderts an der Nordseite der Baixa Pombalina als Übergang von der Praça de D. Pedro IV (Rossio) in die Rua dos Sapadeiros errichtet. Die Pläne für den Bau lieferte Architekt Manuel Reinaldo dos Santos, Auftraggeber war der Unternehmer Pires Bandeira, dessen Namen er trägt.
Der Torbogen ist die Kopie eines auf der gegenüberliegenden Seite des Rossio errichteten Bogens, an dessen Standort sich heute das Teatro Nacional D. Maria II befindet. Mit seinen ornamentalen Motiven ist er ein gutes Beispiel des pombalinischen Stils.
Er ist in das Inventário Municipal de Património eingetragen.